# Rolf Zimmermann
Rolf Zimmermann es un deportista de la RDA que compitió en remo.
Ganó una medalla de plata en el Campeonato Mundial de Remo de 1970 y dos medallas en el Campeonato Europeo de Remo, plata en 1967 y oro en 1969.

## Palmarés internacional
| Campeonato Mundial | Campeonato Mundial      | Campeonato Mundial | Campeonato Mundial |
| Año                | Lugar                   | Medalla            | Prueba             |
| ------------------ | ----------------------- | ------------------ | ------------------ |
| 1970               | St. Catharines (Canadá) | Medalla de plata   | Cuatro con timonel |
| Campeonato Europeo |                         |                    |                    |
| Año                | Lugar                   | Medalla            | Prueba             |
| 1967               | Vichy (Francia)         | Medalla de plata   | Cuatro con timonel |
| 1969               | Klagenfurt (Austria)    | Medalla de oro     | Ocho con timonel   |